# Chapelle des Pénitents bleus de Luzech
Pour les articles homonymes, voir Chapelle des Pénitents bleus.
La chapelle des Pénitents bleus est une église catholique située à Luzech, dans le département du Lot, en France.

## Historique
Traditionnellement, la chapelle est considérée comme celle d'un hôpital mentionné en 1314, mais on ne connaît pas son implantation. Elle est désignée sous le vocable de Saint-Jacques. La construction de l'édifice doit remonter à la première moitié du XIIIe siècle.
La chapelle a servi d'église paroissiale avant la construction de l'église Saint-Pierre, dans la première moitié du XIVe siècle.
Une confrérie des Pénitents bleus a été fondée en 1588, à Luzech, pendant les guerres de religion.
Un portail a été ajouté au XVIIe siècle à l'est, sur la grande rue quand l'édifice est devenu la chapelle des pénitents bleus. Le chœur a été placé à l'ouest.
La chapelle est désaffectée pendant la Révolution, puis à partir de 1793, elle accueille la société montagnarde locale. La chapelle est ensuite rendue à la confrérie des Pénitents qui la conserve jusqu'à la fin du Second Empire. Le clocher est reconstruit à cette dernière époque et abrite une cloche datée de 1858.
L'édifice a été inscrit au titre des monuments historiques le 7 juin 1995.
Une croix de procession est référencée dans la base Palissy.